# Anna Arena
Anna Arena (21 de mayo de 1919 - 19 de agosto de 1974) fue una actriz teatral y cinematográfica de nacionalidad italiana.

## Biografía
Su nombre completo era Anna Ines Arena, y nació en Quiliano, Italia. Debutó como actriz teatral siendo todavía muy joven, y formando parte de compañías de teatro de carácter local. En 1941, gracias a un anuncio de la revista Cinema se inició en la industria cinematográfica, interpretando un pequeño papel en C'è un fantasma nel castello, un film de carácter cómico sentimental rodado en 1941 por Giorgio Simonelli. Aunque participó en un gran número de películas, Arena fue actriz de reparto, haciendo papeles de escaso relieve en filmes que habitualmente eran de argumento ligero. 
La única excepción fue su participación, aunque en un papel secundario, en Il bell'Antonio, film dirigido en 1960 por Mauro Bolognini y en cuyo guion participó Pier Paolo Pasolini. La cinta estaba protagonizada por Claudia Cardinale y Marcello Mastroianni.
El conocido actor Maurizio Arena (Maurizio Di Lorenzo en la vida real) tomó su nombre artístico en homenaje a la actriz, con la que estuvo ligado sentimentalmente durante unos años pese a la diferencia de edad entre ambos.
Anna Arena falleció en Jesolo, Italia, en 1974.

## Filmografía
| - C'è un fantasma nel castello, de Giorgio Simonelli (1942) - L'ultimo addio, de Ferruccio Cerio (1942) - Bengasi, de Augusto Genina (1942) - Don Giovanni, de Dino Falconi (1942) - Gelosia, de Ferdinando Maria Poggioli (1942) - Senza una donna, de Alfredo Guarini (1943) - Aeroporto, de Piero Costa (1944) - Carmen, de Christian-Jaque (1945) - Fantasmi del mare, de Francesco De Robertis (1948) - 47 morto che parla, de Carlo Ludovico Bragaglia (1950) - Vacanze col gangster, de Dino Risi (1951) - Bellezze a Capri, de Adelchi Bianchi (1951) - Auguri e figli maschi!, de Giorgio Simonelli (1951) - Quo vadis?, de Mervyn LeRoy (1951) - È arrivato l'accordatore, de Duilio Coletti (1952) - Il sogno di Zorro, de Mario Soldati (1952) - Siamo tutti inquilini, de Mario Mattoli (1953) | - Canzoni a due voci (1953) - La lupa, de Alberto Lattuada (1953) - Tua per la vita, de Sergio Grieco (1954) - Il pescatore di Posillipo, de Giorgio Capitani (1954) - L'orfana del ghetto, de Carlo Campogalliani (1954) - La nave delle donne maledette, de Raffaello Matarazzo (1954) - Femmina, de Marc Allégret (1954) - I cavalieri dell'illusione, de Marc Allégret (1954) - In amore si pecca in due, de Vittorio Cottafavi (1954) - Pane, amore e gelosia, de Luigi Comencini (1954) - La rossa, de Luigi Capuano (1955) - La legge, de Jules Dassin (1959) - La scimitarra del Saraceno, de Piero Pierotti (1959) - Il bell'Antonio, de Mauro Bolognini (1960) - Le avventure di Mary Read, de Umberto Lenzi (1961) - Sansone contro il corsaro nero, de Luigi Capuano (1964) - Ercole contro Roma, de Piero Pierotti (1964) |